# 적성로 (순창군)
적성로(Jeokseong-ro)는 전북특별자치도 순창군 적성면 지북사거리와 운림삼거리를 잇는 도로이다.

## 주요 경유지
전북특별자치도
- 순창군 적성면

## 노선
| 이름       | 접속 노선              | 소재지 | 소재지 | 비고              |
| ---------- | ---------------------- | ------ | ------ | ----------------- |
| 지북사거리 | 국도 제24호선 (담순로) | 순창군 | 적성면 |                   |
| 지북삼거리 | 인성로                 | 순창군 | 적성면 |                   |
| 원촌삼거리 | 국도 제24호선 (담순로) | 순창군 | 적성면 |                   |
| 물래재     |                        | 순창군 | 적성면 |                   |
| 내월삼거리 | 장군목길               | 순창군 | 적성면 | 국도 제21호선구간 |
| 운림삼거리 | 인성로                 | 순창군 | 적성면 | 국도 제21호선구간 |